# Блазимон
Блазимон (фр. Blasimon) насеље је и општина у југозападној Француској у региону Аквитанија, у департману Жиронда која припада префектури Лангон.
По подацима из 2011. године у општини је живело 877 становника, а густина насељености је износила 29,47 становника/km². Општина се простире на површини од 29,76 km². Налази се на средњој надморској висини од 70 метара (максималној 130 m, а минималној 22 m).

## Демографија
| 1962. | 1968. | 1975. | 1982. | 1990. | 1999. | 2011. |
| ----- | ----- | ----- | ----- | ----- | ----- | ----- |
| 805   | 836   | 782   | 666   | 701   | 711   | 877   |

График промене броја становника у току последњих година